# Amanda Spratt
Amanda Spratt (ur. 17 września 1987 w Penrith) – australijska kolarka szosowa i torowa, czterokrotna medalistka szosowych mistrzostw świata.

## Kariera
Pierwszy sukces w karierze Amanda Spratt osiągnęła w 2004 roku, kiedy zdobyła brązowy medal w indywidualnej jeździe na czas na szosowych mistrzostwach świata juniorów. W 2006 roku zdobyła brązowy medal w indywidualnym wyścigu na dochodzenie podczas igrzysk Oceanii w Melbourne. Od 2012 roku jeździ w barwach teamu Orica-AIS, z którym zdobyła srebrny medal w drużynowej jeździe na czas na mistrzostwach świata w Valkenburgu. W 2012 roku wystąpiła na igrzyskach olimpijskich w Londynie, gdzie w wyścigu ze startu wspólnego została zdublowana. kilkakrotnie zdobywała medale torowych i szosowych mistrzostw kraju, w tym złote w drużynowym wyścigu na dochodzenie w 2007 roku i wyścigu ze startu wspólnego w 2012 roku. W styczniu 2020 roku zdobyła mistrzostwo Australii w wyścigu ze startu wspólnego.

## Najważniejsze osiągnięcia
2020
1. miejsce na 2. etapie Santos Women's Tour Down Under